# Ludwig Tobler (Mediziner)

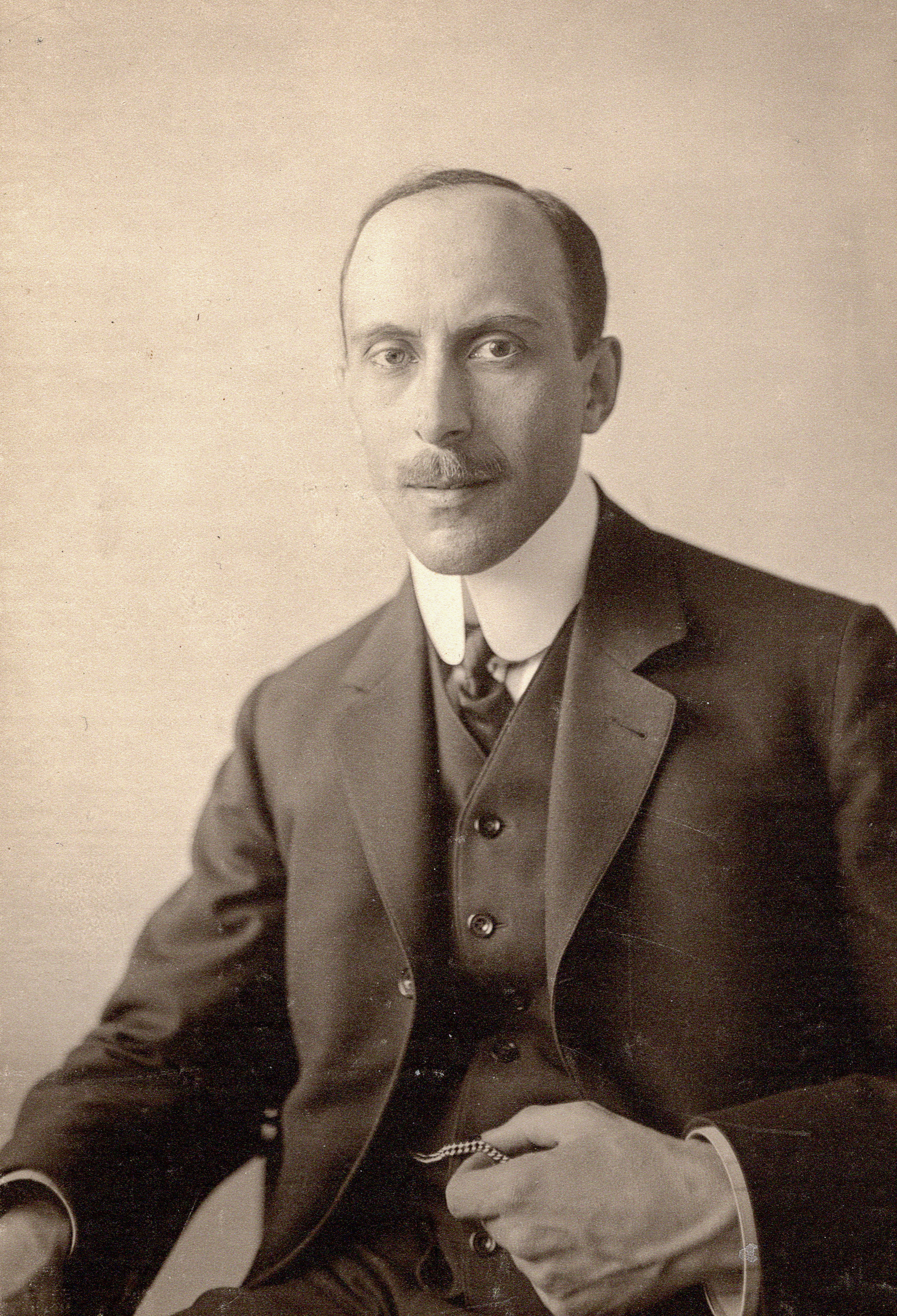
Prof. Ludwig Tobler (Breslau 1915)

Ludwig Tobler (* 2. Mai 1877 in Zürich; † 2. Juni 1915 in Breslau) war ein Schweizer Pädiater, der 1911 in Breslau persönlicher Ordinarius und Direktor der Univ.- Kinderklinik wurde, aber plötzlich erst 38-jährig verstarb.

## Leben

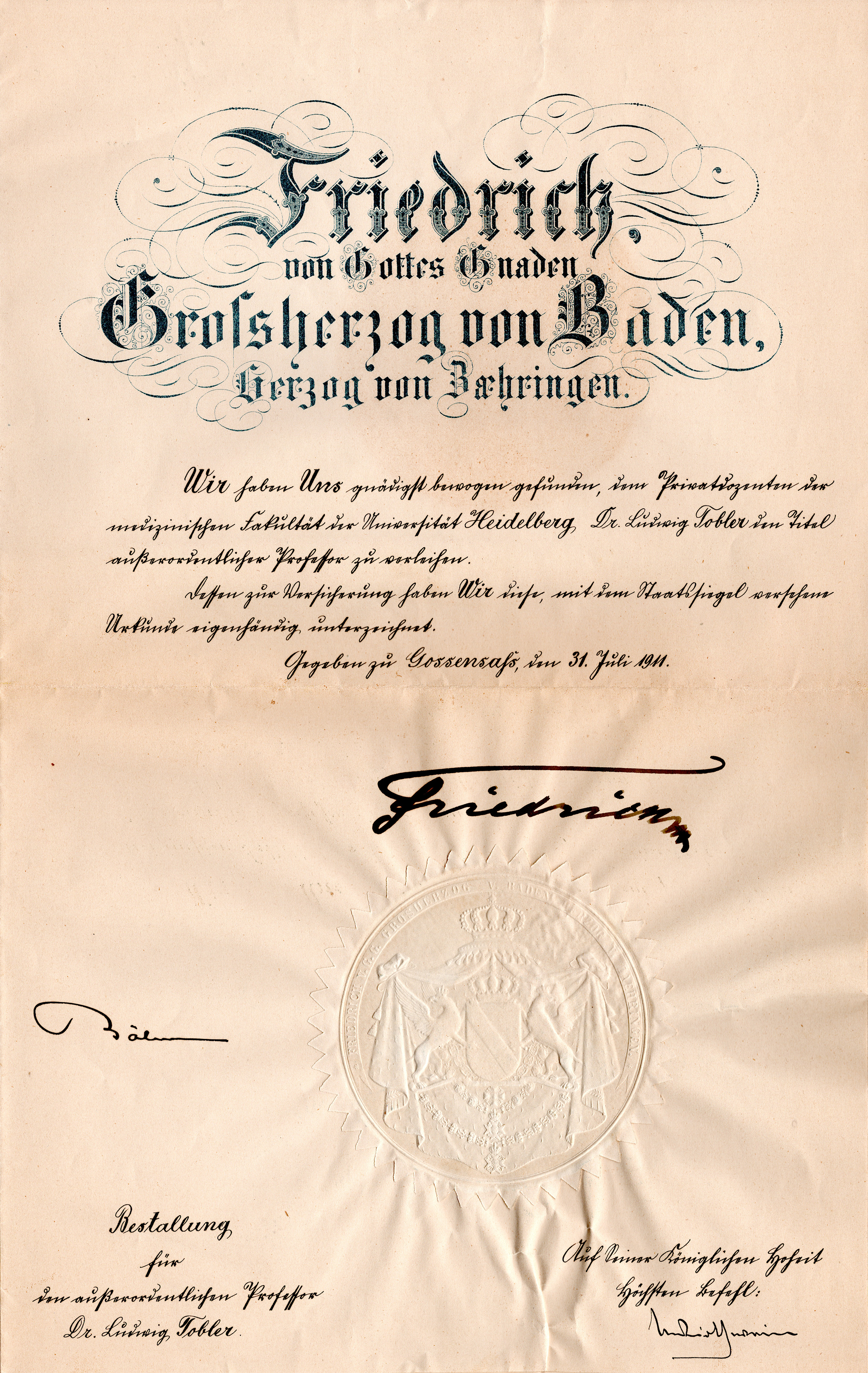
Bestallung von Dr. Ludwig Tobler durch Großherzog Friedrich von Baden zum außerordentlichen Professor und Leiter der Universitätskinderklinik in Heidelberg, 31. Juli 1911

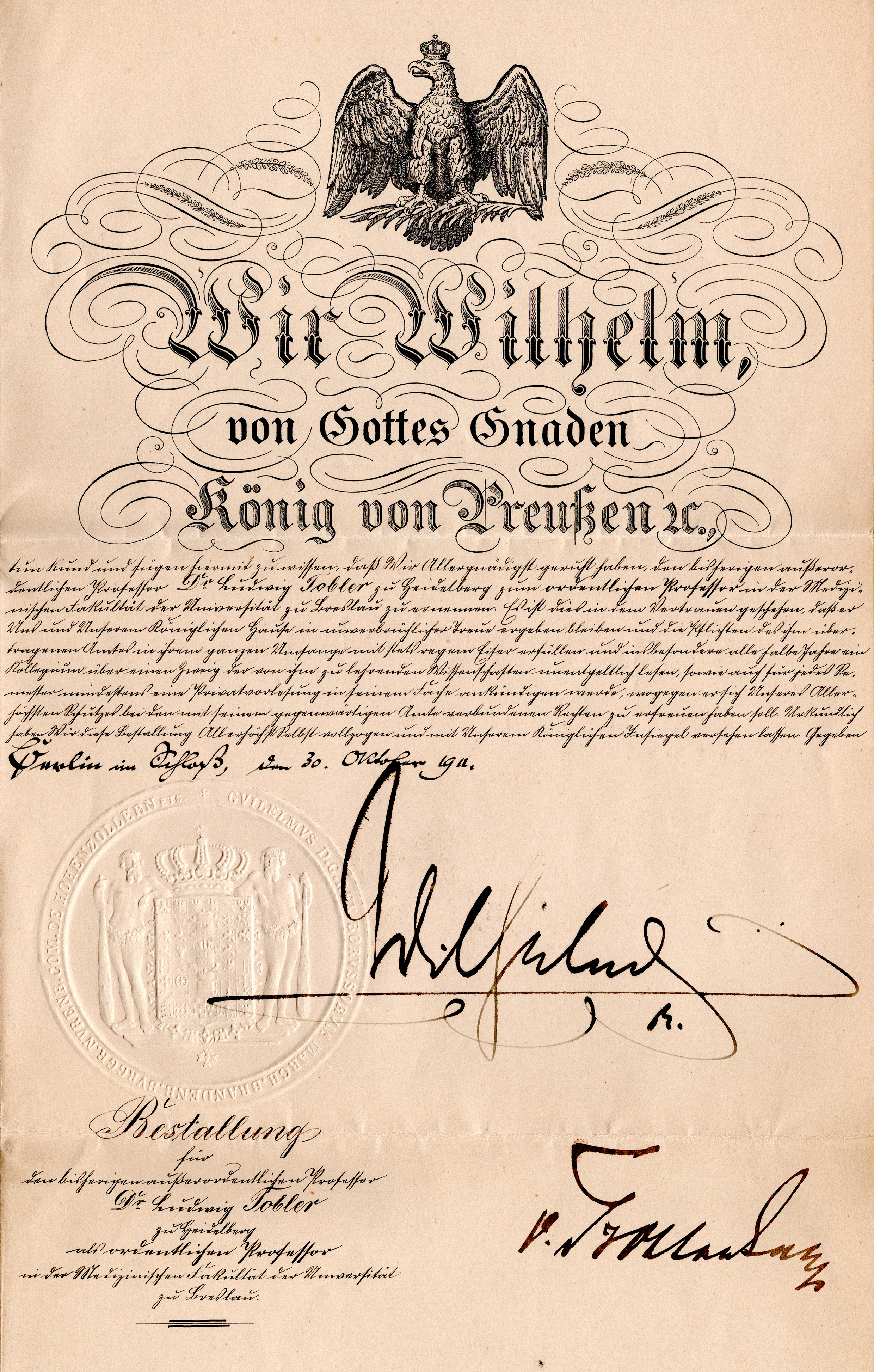
Bestallung Dr. Ludwig Tobler durch König Wilhelm von Preußen als ordentlicher Professor und Leiter der Kinderklinik in Breslau, 30. Oktober 1911

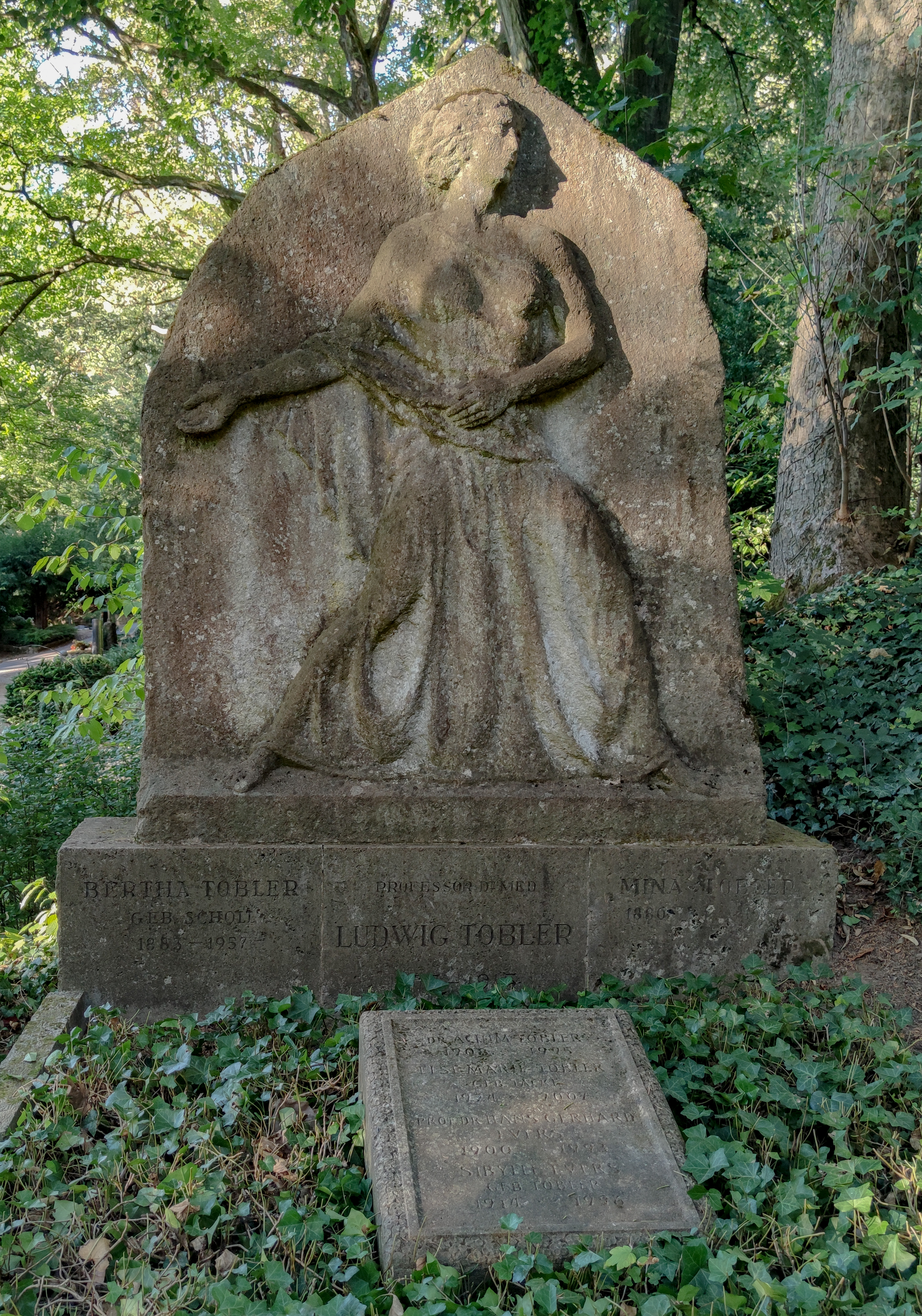
Grabstätte Ludwig Tobler mit der Figur Die Säende des Schweizer Bildhauers Hermann Haller

Toblers gleichnamiger Vater (1827–1895) war ein bekannter Schweizer Sprachwissenschafter, Volkskundler und Sprachphilosoph. Die Pianistin Mina Tobler war seine Schwester.
Nach dem Studium der Medizin in Zürich, Berlin und Kiel legte Tobler 1901 sein Staatsexamen in Zürich ab. Seine Dissertation 1902 befasste sich mit dem Achselbogen des Menschen, einem Rudiment des Panniculosus carnosus der Säugetiere. Im selben Jahr ging er als Assistent an die Universitäts-Kinderklinik in Heidelberg zu Oswald Vierordt (1856–1906) und habilitierte sich 1905 über die Eiweißverdauung der Milch. Oberarzt der Klinik war zu dieser Zeit Jussuf Ibrahim (1877–1953), der aber 1906 nach München ging.

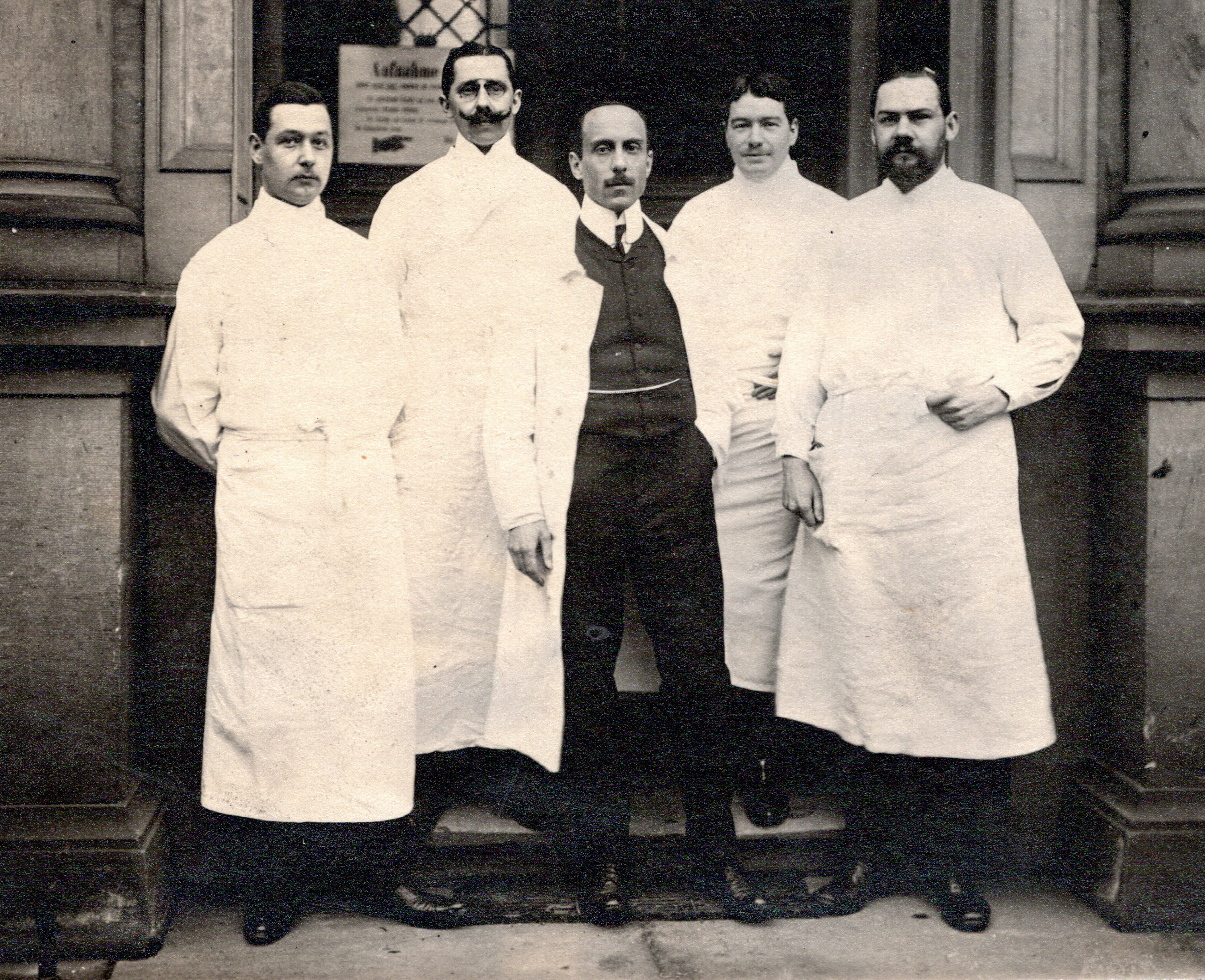
Ludwig Tobler mit seinen Assistenzärzten Looser, Plank, Krayer, Bogen (Heidelberg 1907)

Tobler leitete nach dem plötzlichen Tod Vierordts in demselben Jahr kommissarisch die Heidelberger Kinderklinik, bis am 15. April 1907 Emil Feer (1864–1955) Direktor der Kinderklinik wurde und Tobler sein Oberarzt. Erster Assistent wurde 1907 Franz Lust (1880–1939), ab 1920 Leiter der Kinderklinik Karlsruhe und bekannter Lehrbuchautor, der sich, amtsenthoben, 1939 das Leben nahm. Auch Feer arbeitete intensiv an seinem Lehrbuch der Kinderkrankheiten, an dem Tobler ein Kapitel über die Krankheiten der Urogenitalorgane schrieb und ihm in der Klinik den Rücken freihielt.
1911 folgte Feer einem Ruf nach Zürich und Ernst Moro (1874–1951) übernahm die Leitung der Heidelberger Kinderklinik.
Tobler erhielt im Juli 1911 den Titel eines außerordentlichen Professors und folgte im November 1911 einem Ruf nach Breslau als persönlicher Ordinarius und Direktor der Kinderklinik, als Nachfolger von Clemens von Pirquet, der erst 1910 den Pädiatrie-Lehrstuhl in Breslau erhalten hatte und schon 1911 als Nachfolger von Theodor Escherich an die Wiener Universitäts-Kinderklinik ging.
Durch seine verschiedenen Lehrer in Heidelberg war Tobler ein breit aufgestellter Pädiater. Er beschäftigte sich mit der Milchverdauung, Elektrolytveränderungen und akuten und chronischen Gewichtsverlusten von Säuglingen. Gemeinsam mit Georg Bessau, den er als Assistenten übernommen hatte, schrieb er 1914 eine Monographie: Allgemeine pathologische Physiologie der Ernährung und des Stoffwechsels im Kindesalter, welches viele Jahre ein Standardwerk der Pädiatrie darstellte und heute noch als Reprint erhältlich ist. Tobler war sehr redegewandt und ein guter Lehrer. 
Ludwig Tobler verstarb ganz plötzlich am 2. Juni 1915 an einer von einem Nackenfurunkel ausgehenden Sepsis. Er wurde auf dem Bergfriedhof in Heidelberg im Familiengrab beigesetzt. Die Grabskulptur mit dem Titel Säender Engel schuf der Schweizer Bildhauer Hermann Haller, mit dem Ludwig Tobler zeitlebens befreundet war. Ludwig Tobler war verheiratet mit Bertha Scholl (1883–1957). Sie hatten zwei Kinder, Achim Tobler war ein Sohn. 
Nachrufe schrieben u. a. Adalbert Czerny und Georg Bessau.

## Werke
- Ludwig Tobler: Über die Eiweißverdauung im Magen. Biological chemistry 45, 3–4, 1905, S. 185–215
- Ludwig Tobler, Georg Bessau: Allgemeine pathologische Physiologie der Ernährung und des Stoffwechsels Im Kindesalter. Bergmann, Wiesbaden 1914